# Escuela Preparatoria Austin (Houston, Texas)
La Escuela Preparatoria Stephen F. Austin (Stephen F. Austin High School) es una escuela preparatoria (high school) en el barrio Eastwood en el distrito East End, de Houston, Texas. Es una parte del Distrito Escolar Independiente de Houston (HISD por sus siglas en inglés).

## Historia
La preparatoria se abrió en 1936.
En 1989, estudiantes de la Preparatoria Austin organizaron una protesta para quejarse de la falta de libros y equipos de salón de clases, así como problemas de programación. La superintendente de HISD, Joan Raymond, quitó a la directora de la preparatoria, Otilia Urbina.

En 2009 el Puerto de Houston y HISD establecieron la Maritime Academy at Stephen F. Austin High School.
A partir de 2020, Orlando Reyna es el director de la preparatoria.

## Desempeño académico
En la década de 1990, la tasa de deserción escolar reportada disminuyó de 14% a 0,3%, y por lo tanto la Agencia de Educación de Texas (TEA por sus siglas en inglés) otorgó una calificación "ejemplar" a la escuela. A finales de 2003 la TEA otorgó una calificación "bajo rendimiento" a la preparatoria Austin High. A partir de 2003 hubo acusaciones de que las tasas de deserción escolar fueron falsificados.

## Programa magnet
Dr. Ronald McIntire y Dr. Mark Ginsburg desarrollaron el programa magnet de la preparatoria Austin, la High School for Teaching Professions (Escuela Preparatoria para las Profesiones de la Enseñanza). HISD estableció el programa, debido a la falta de maestros/profesores hispanos en el distrito; en 1984 7% de los maestros/profesores en HISD eran hispano, pero 31% de los estudiantes eran hispano.